# Джоди Уилямс
Джоди Уилямс (на английски: Jody Williams) е американска учителка и общественичка, основен говорител на Международната кампания за забрана на противопехотните мини. През 1997 тя получава, заедно с организацията, Нобелова награда за мир.